# 央金 (律师)
央金（藏語：དབྱངས་ཅན་，威利转写：dbyangs can，1964年2月—），女，藏族，生于西藏拉萨，中华人民共和国律师，是西藏第一位女律师，创办了西藏第一家合作制律师事务所、西藏第一家私人法律援助机构、西藏第一家以律师个人名义设立的农牧民工法律援助中心、西藏第一家法律图书馆。

## 生平
央金从小学到高中从没当过班干部，性格有些羞涩。1985年6月，央金毕业于西南政法学院法律系。在毕业那年，央金在重庆市人民检察院实习时，感到律师很重要。毕业后，央金被分配到西藏自治区人民检察院，但几个月后，在她要求下，她被调到西藏自治区司法厅工作。这是因为她想当律师。
1980年代初，中华人民共和国恢复律师行业。1985年10月，西藏自治区第一家律师事务所成立，当时称为拉萨市法律顾问处。当时，拉萨市法律顾问处（也是整个拉萨市）仅有6名律师，央金是其中唯一的女性，她也是西藏律师行业首位女性律师。1986年，她参加并通过了全国律师统考。
1985年，林周县4位农民因盗窃罪被判处5年至9年不等的有期徒刑。人民法院二审时，央金任4名被告的辩护律师，阅读卷宗后发现很多疑点。4名被告将一台水泵当作废品卖掉，经评估价值4800多元人民币，央金经多方走访调查，并到林周县实地调查，将这台水泵拉回拉萨找到相关部门进行专业鉴定。经过鉴定，这台水泵确已不能再用。经央金辩护，4名被告被人民法院二审宣告无罪。
1989年9月，央金创办西藏第一家经济律师事务所，1993年9月，创办西藏第一家合作制律师事务所。此后几年里，央金先后成立了西藏乃至中国大陆第一家私人法律援助机构即“央金法律援助中心”。2006年，经西藏自治区司法厅批准，央金律师创办西藏第一家以律师个人名义设立的农牧民工法律援助中心，该中心依托央金律师的西藏恒丰律师事务所成立专业法律援助团队，专门为在西藏的各族农牧民工服务。截至2012年，该援助中心共办理各类援助案件465件，涉案金额760多万元，接待法律咨询2666件。
央金律师除参加每年12月4日全国法制宣传日普法宣传活动以外，还经常到拉萨火车站、汽车站、劳工市场等场所发放藏文、汉文法律知识宣传单，免费为农牧民工进行法律咨询。她在拉萨贡嘎机场设立了该机场第一块公益宣传牌，标明法律援助中心的受援事项和联系方式。央金律师还和《西藏日报》、《西藏商报》、《拉萨晚报》、西藏电视台等媒体合作，宣传法律援助工作，鼓励西藏职工用法律维护合法权益。在西藏图书馆，央金律师出资设立西藏法律图书室，免费提供6000多册法律学术图书、实务图书、法学期刊，这是西藏第一家法律图书馆。
截至2008年，央金已经从事律师职业23年，承办各类案件3600多件，先后为200余家企事业单位担任常年法律顾问；在她承办的876件刑事案件辩护中，有76人被无罪释放，辩护意见采用率为80%以上。
央金连续多年被评为先进工作者、优秀党员，曾任西藏自治区人大代表、西藏青联理事、拉萨工商联执委、中国法学会理事、西藏自治区律师协会副会长等职务。还曾被评为全国普法先进个人、全国法学会系统先进个人。央金是“首届全国十佳律师”、“首届全国十杰百优青年”之一。2000年，她所在的西藏恒丰律师事务所被中华人民共和国司法部评为“全国文明服务窗口”。她创办的农牧民工法律援助中心于2009年被中华人民共和国司法部评为“法律服务和法律援助工作为构建和谐社会服务主题实践活动先进集体”荣誉称号；2008年被西藏自治区司法厅评为“西藏法律援助工作先进集体”称号。